# Paepalanthus sericeus
Paepalanthus sericeus är en gräsväxtart som beskrevs av Silveira. Paepalanthus sericeus ingår i släktet Paepalanthus och familjen Eriocaulaceae. Inga underarter finns listade i Catalogue of Life.